# Kicked Out
Kicked Out è un film muto del 1918 diretto da Alfred J. Goulding e interpretato da Harold Lloyd.